# Konstantin Konstantinowitsch Arsenjew

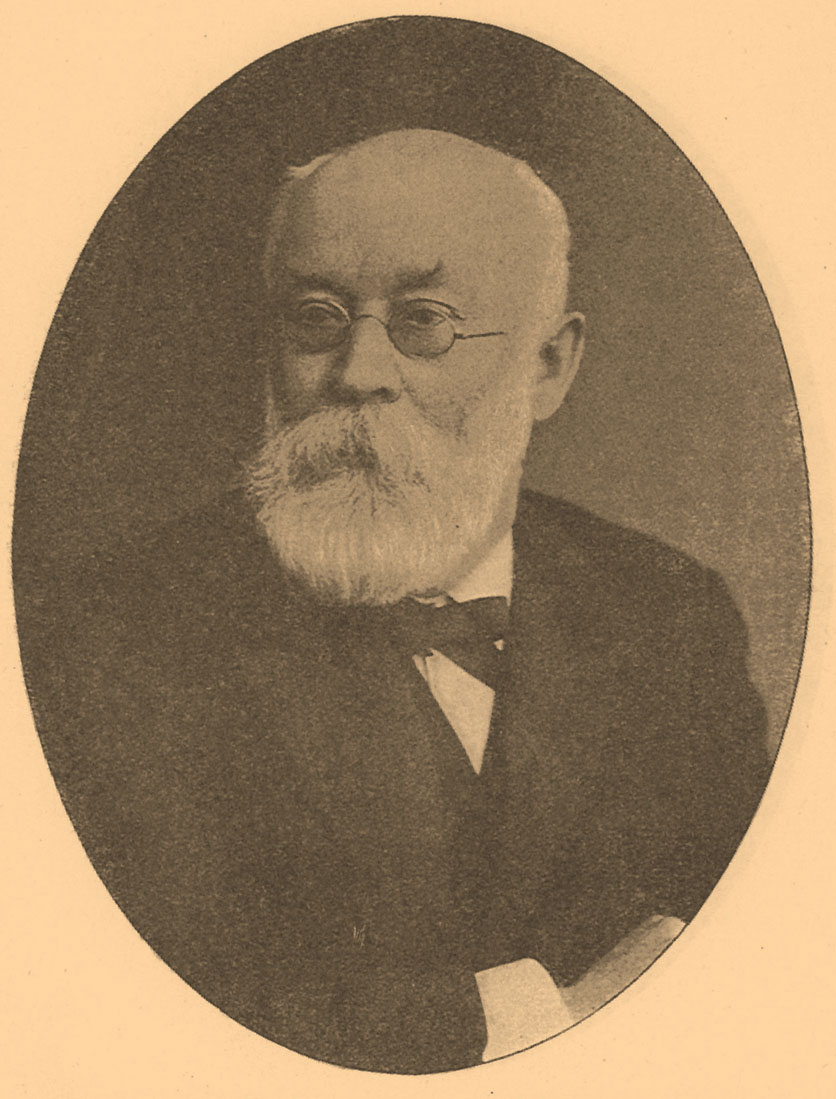
K. K. Arsenjew

Konstantin Konstantinowitsch Arsenjew (russisch Константин Константинович Арсеньев; * 24. Januarjul. / 5. Februar 1837greg. in Sankt Petersburg; † 22. März 1919 in Petrograd) war ein russischer liberaler Publizist, Literaturwissenschaftler und Enzyklopädist.

## Leben

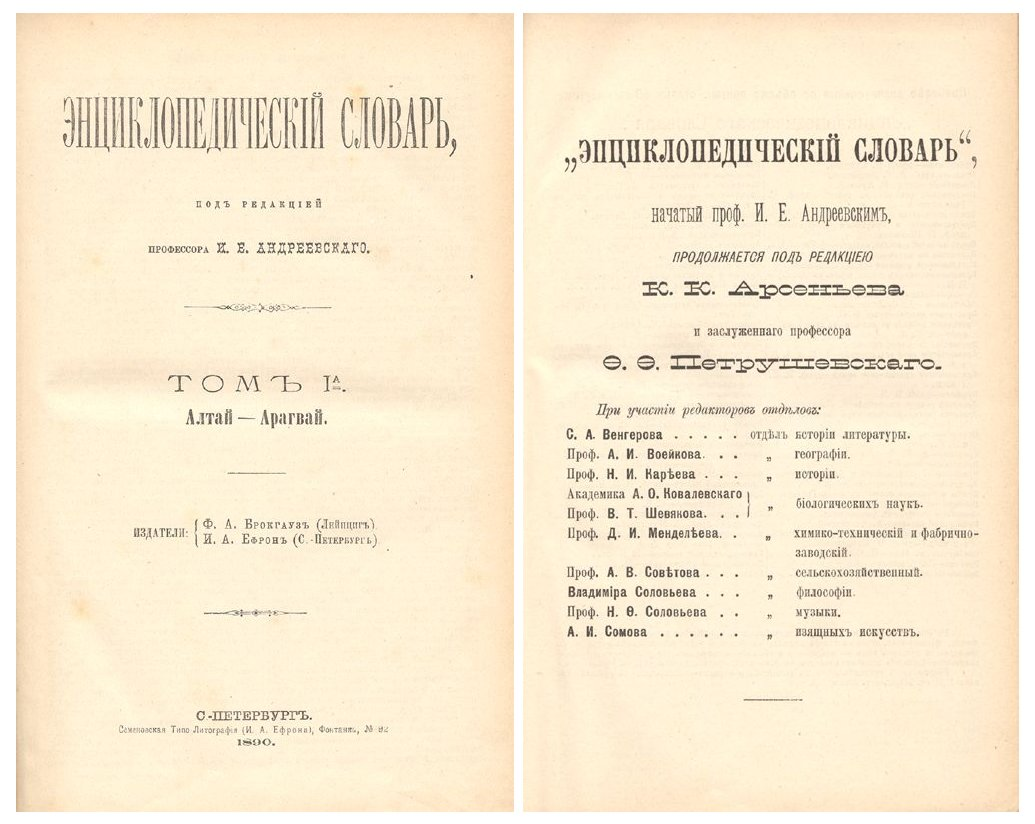
Erster Band des Enzyklopädischen Wörterbuches (1890)

Ab 1866 arbeitete er für die Zeitschrift Westnik Jewropy (Вестник Европы, „Bote Europas“), 1909 wurde er deren verantwortlicher Redakteur. Ab 1890 war er einer der Chefredakteure des Enzyklopädischen Wörterbuches von F. A. Brockhaus und I. A. Efron (Энциклопедический Словарь Брокгауза и Ефрона), ab 1911 Chefredakteur des Neuen enzyklopädischen Wörterbuches (Новый энциклопедический словарь). 1906/07 war er einer der Führer der neugegründeten liberalen Partei der demokratischen Reformen (Партия демократических реформ), die 1907 in die Partei der friedlichen Erneuerung (Партия мирного обновления) aufging.
Seit 1900 war Arsenjew Ehrenmitglied der Petersburger Akademie der Wissenschaften.

## Werke (Auswahl)
- Заметки о русской адвокатуре (Notizen über die russische Anwaltschaft, 1875).
- Критические этюды по русской литературе (Kritische Studien zur russischen Literatur, 2 Bände, 1888).
- Свобода слова и веротерпимость. Сборник статей (Meinungs- und Glaubensfreiheit. Gesammelte Artikel, 1905).
- Салтыков-Щедрин (Saltykow-Schtschedrin, 1906).
- Сборник статей (Gesammelte Artikel, 1915).